# علوم واختراعات ليوناردو دا فينشي
ليوناردو دا فينشي (1452 - 1519 م)، يعد من أشهر فناني النهضة الإيطاليين على الإطلاق وهو مشهور كرسام، نحات، معماري، وعالم. كانت مكتشفاته وفنونه نتيجة شغفه الدائم للمعرفة والبحث العملي، له آثار عديدة على مدارس الفن بإيطاليا امتد لأكثر من قرن بعد وفاته. وإن أبحاثه العلمية خاصة في مجال علم التشريح، البصريات وعلم الحركة والماء حاضرة ضمن العديد من اختراعات عصرنا الحالي.

## طريقة التحليل العلمي
التحليل الحديث والشامل الذي قام به فرتيجوف كابرا لليوناردو كعالم يناقش أن ليوناردو كان نوعا مختلفا تماما من العلماء عن غاليليو ونيوتن وغيرهم من العلماء الذين تبعوه، نظرياته وافتراضاته دمج معها الفنون والرسم بشكل خاص. يرى كابرا أن ليوناردو فريد من نوعه ومتكامل، وجهات النظر الكلية التي يلم بها نجعله رائدا في نظرية النظم الحديثة والمدارس معقدة الفكر.

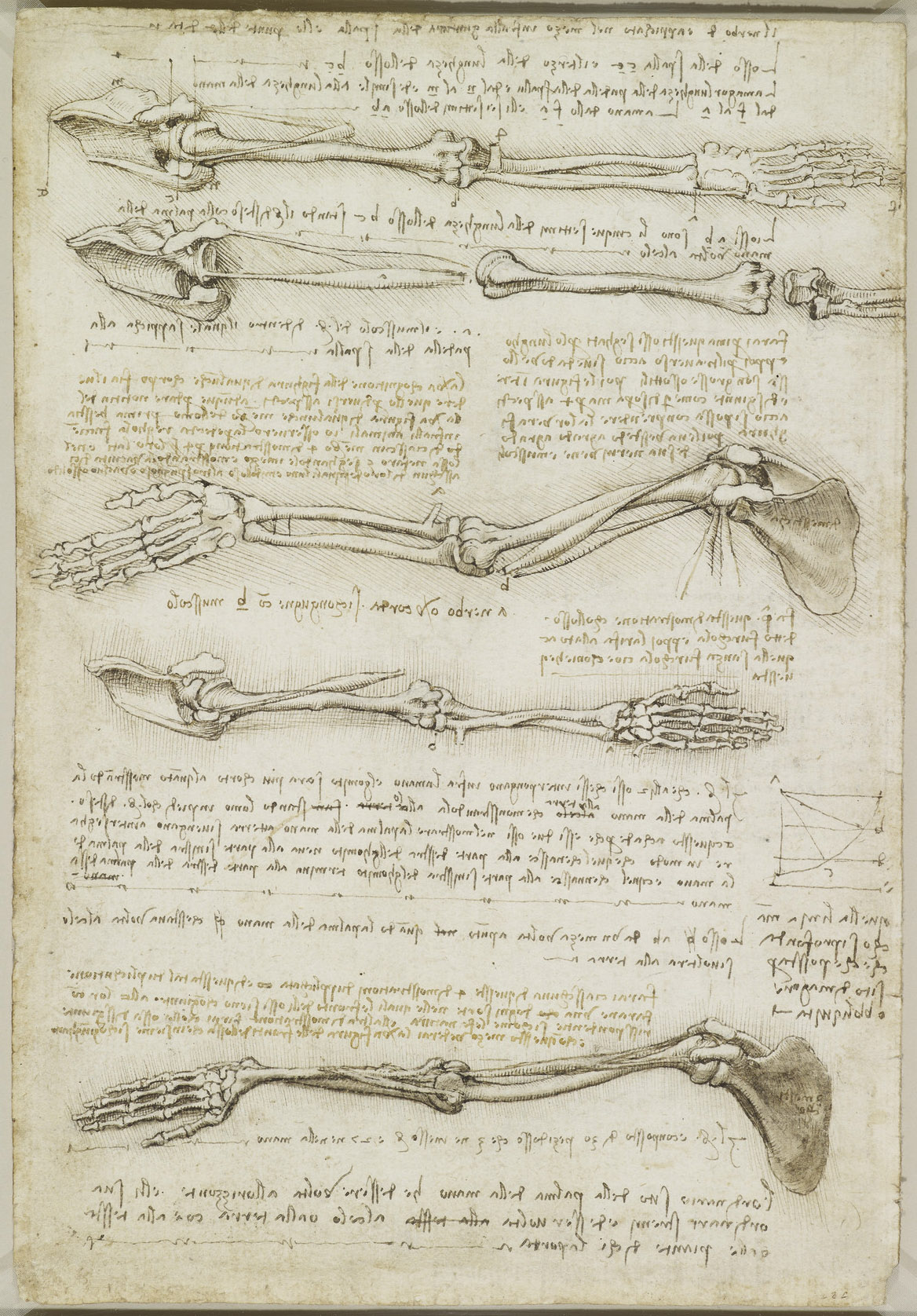
بحث عن تفاصيل حركة الذراع.

## نظريات ومشاريع علمية

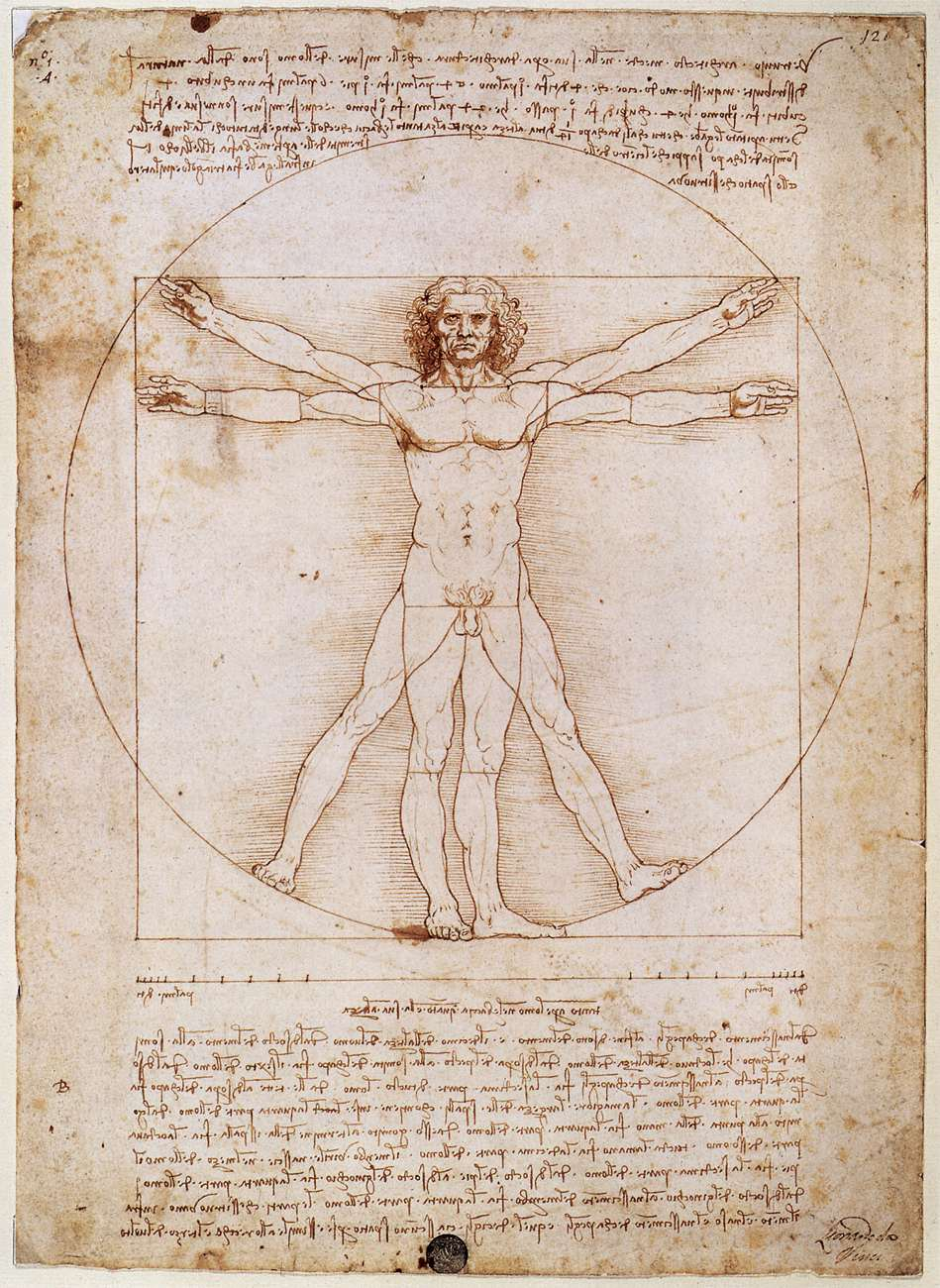
الرجل الفيتروفاني

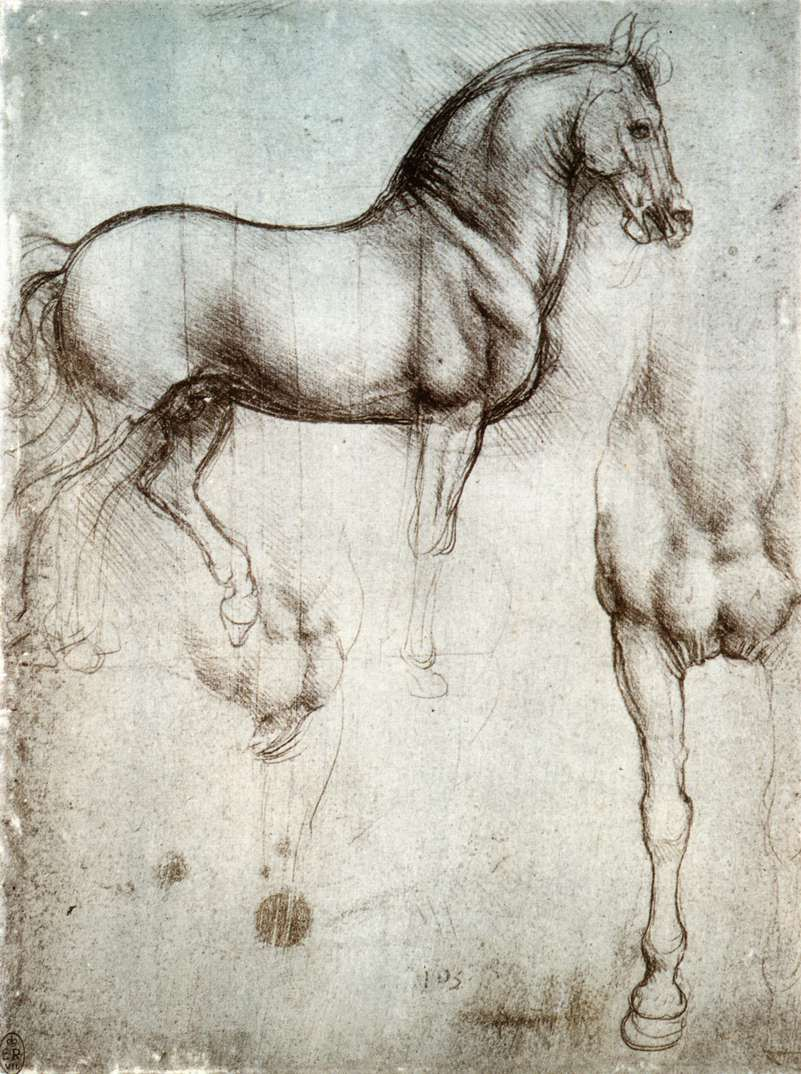
لوحة توضح عضلات الحصان كما صورها دا فينشي

كعالم فإن ليوناردو دافينشي كان قد سبق من حوله من العلماء بأسلوب بحثه العملي وتدقيقه وشدة ملاحظته، حيث اعتمد بشكل كبير على الملاحظة والتوثيق مدركا أهمية مايفعله في نجاح بحثه العملي، ولسوء الحظ فإن فنه مثل علمه لم يكتمل فأغلب أبحاثه تركها غير منجزة وعلى الرغم من ذلك تركها شبه مكتملة، وسهل ذلك لمن تبعه كل الصعاب ولم يترك لهم إلا موضوع التنفيذ.
أغلب مكتشفاته كان لها الأثر حتى على علومنا في العصر الحالي، فقد درس الدورة الدموية، وردة فعل العين، وتعلم تأثير القمر على المد والجزر، وحاول معرفة طبيعة المستحثات ويعد من أوائل علماء الحركة والماء ومخططاته حول شبكة نقل المياه من الأنهار تعد عملية وذات قيمة فيما لو طبقت، كما اخترع العديد من الآلات منها العملي ومنها غير العملي، مثل بزة الغوص تحت الماء وجهازه الخاص للطيران مع أنه غير عملي إلا أنه يعد أول أبحاث الحركة والهواء.

## نماذج تم تنفيذها استنادا إلى رسومات ليوناردو دافينشي

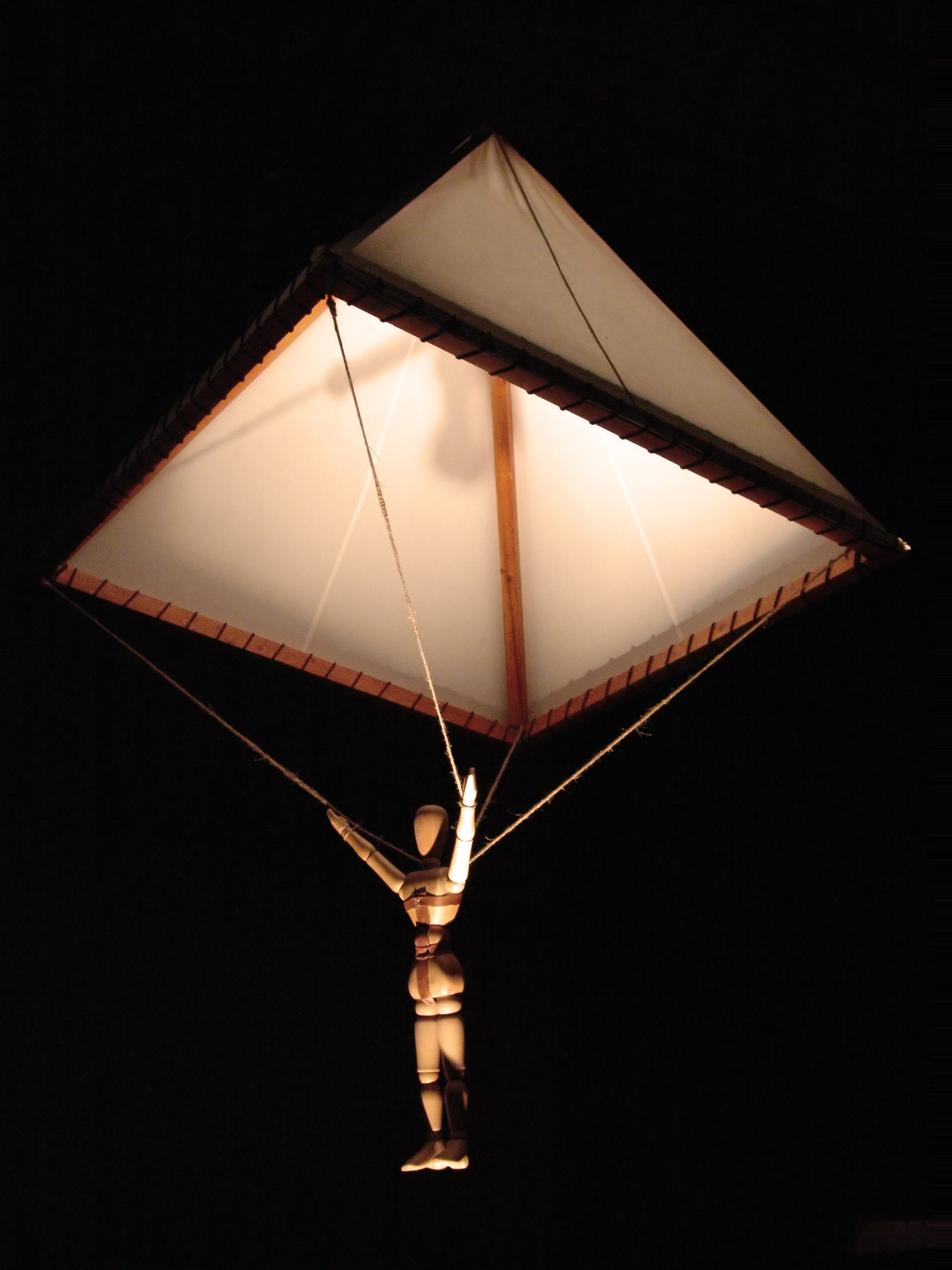
نموذج لباراشوت ليوناردو دافنشي
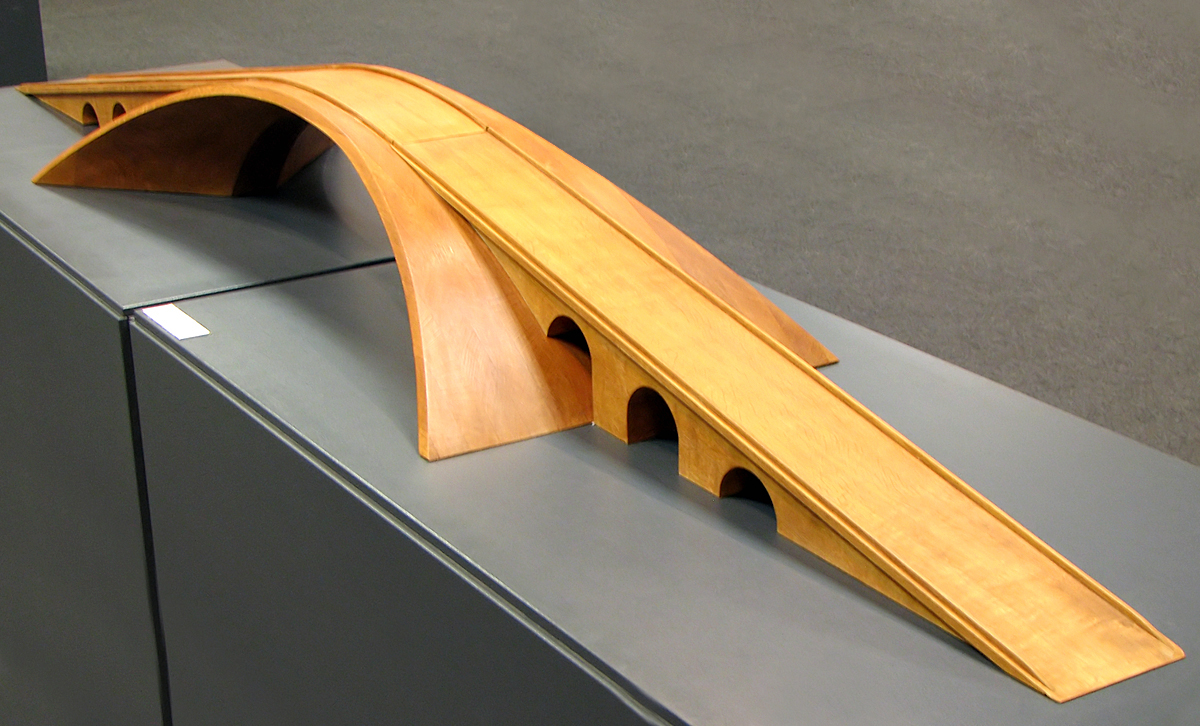
نموذج لتصميم ليوناردو لجسر القرن الذهبي.
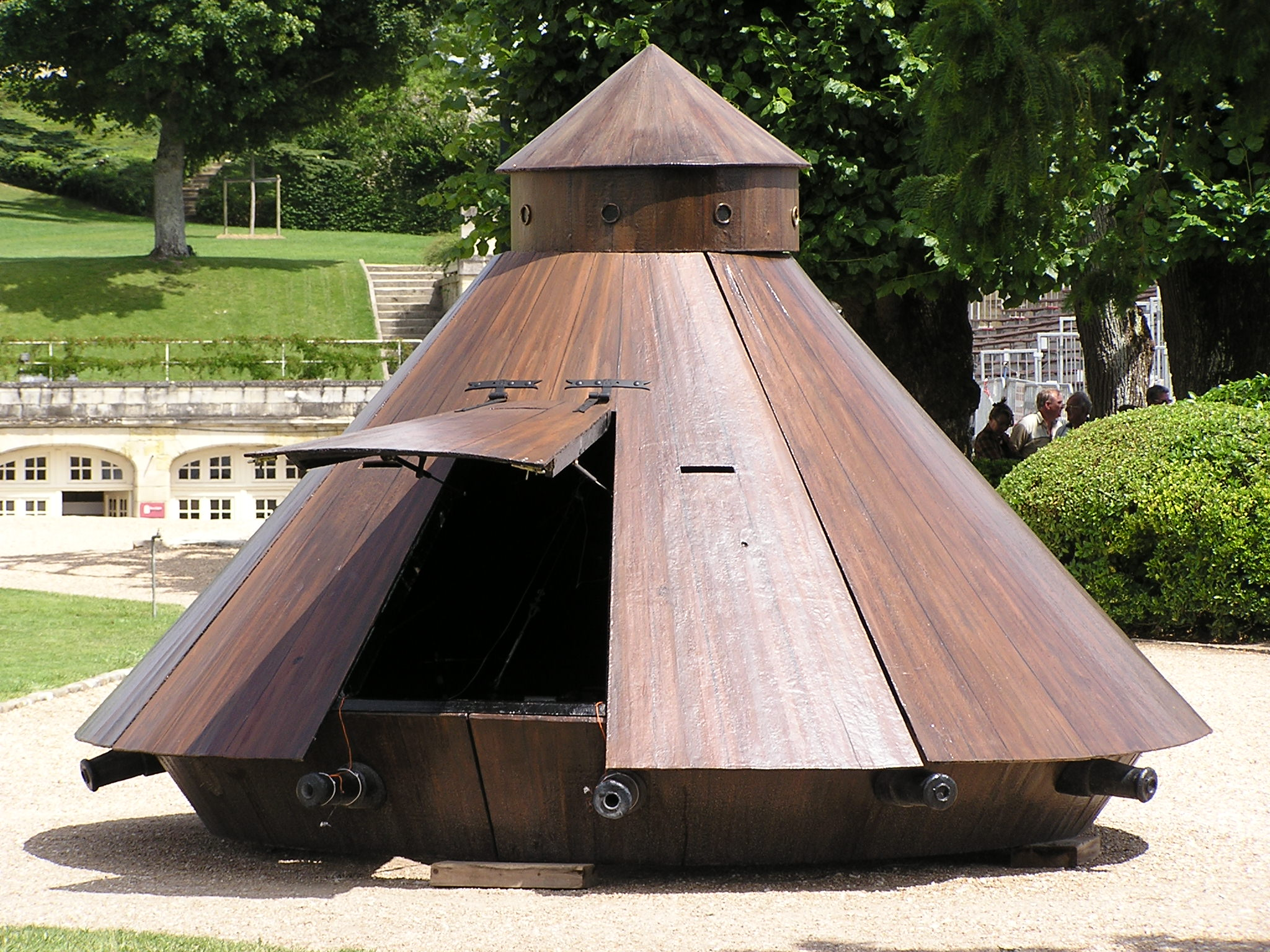
نموذج لخزانة من تصميم ليوناردو
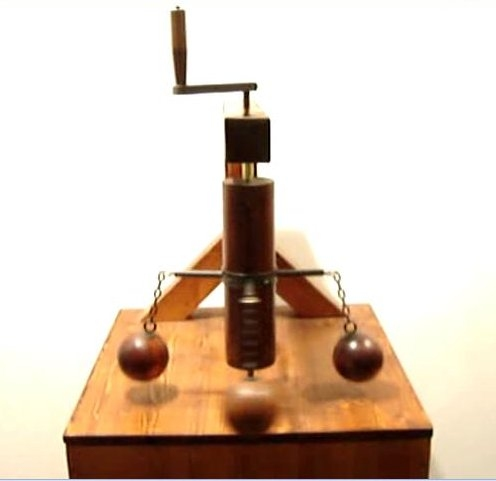
نموذج لدولاب الموازنة

## لقراءة أوسع
- Moon، Francis C. (2007). The Machines of Leonardo da Vinci and Franz Reuleaux, Kinematics of Machines from the Renaissance to the 20th Century. Springer. ISBN:978-1-4020-5598-0.
- Capra, Fritjof. The Science of Leonardo; Inside the Mind of the Genius of the Renaissance. (New York, Doubleday, 2007)

## وصلات خارجية
- فن الحرب:أجهزة ليوناردو دا فينشي نسخة محفوظة 26 أبريل 2012 على موقع واي باك مشين.
- تجارب ليوناردو دافينشي
- صفحة أعمال ليوناردو في البي بي سي